# Djenné
Djenné är en stad vid floden Bani i Moptiregionen i södra Mali. Folkmängden i kommunen uppgick till 30 392 invånare 2013. Den är berömd för sina byggnader i lera, varav den mest kända är Djennés stora moské, återuppbyggd 1907. Förr i tiden var Djenné centrum för handel och kunskap, och erövrades ett antal gånger sedan grundandet. Under regnperioden blir Djenné en ö.
Den gamla staden i Djenné sattes 1988 upp på Unescos världsarvslista.

## Historia
Djenné grundades omkring år 800 av Bozofolket, men flyttades år 1043 eller möjligen senare på 1200-talet när staden konverterade till islam. Flytten ökade betydelsen som marknadsplats och som bas för handeln över Sahara, och staden konkurrerade snart med Timbuktu.
1325 blev Djenné en del av Maliriket och var så fram till 1473, då Songhai under Sonni Ali tog makten. 1579 intog Marocko staden. År 1600 hade Djenné blivit ett blomstrande centrum för handel och kunskap. Staden låg i kungadömet Bambarariket (bambarafolket) från år 1670 och staden intogs av Massinarikets härskare Amadou Lobbo 1818, intogs åter 1861 av al-Hajj Umar, kejsaren av Tukolor, och senast av Frankrike 1893. Under denna tid minskade handeln och med den stadens betydelse.
Idag är Djenné ett handelscentrum för fisk, kaffe och kolanötter. Djenne är känt för måndagsmarknaden, medan andra attraktioner inkluderar Tupama Djenepos grav, som enligt legenden offrades när staden grundades, och resterna av Jenne-Jeno, en stor stad från tredje århundradet f. Kr. och fram till 1200-talet.
Befolkningen i Djenné talar en variant av sonhayspråket, Djenné chiini. I byarna runt omkring talas bozo, fulfulde och bambara.
Den förste europé som besökte Djenné var upptäcktsresanden René Caillié som kom dit 1828.

## Moskén i Djenné
I Djenné står en mycket känd moské, helt uppförd i adobe, en slags tegel gjort av lera. Det är världens största lerbyggnad. Redan på 1200-talet uppfördes en moské på den plats där moskén står idag, men den förstördes i en översvämning 1834. År 1896 byggdes en kopia av ursprungsmoskén, vilken revs redan 1907 när den nuvarande moskén började byggas. Ett par år senare stod den färdig.

## Administrativ indelning
Djenné är indelat i elva stadsdelar (quartiers):
- Balle Seyna
- Diabolo
- Djenné
- Gomnikouboye
- Kamaraga
- Kera
- Niala
- Soala
- Syn
- Welingara
- Yentela